# Пономарёв, Павел Сергеевич
Павел Сергеевич Пономарёв (22 января 1924, Беловодское, Туркестанская АССР — 1990, Ташкент) — советский военный. Участник Великой Отечественной войны. Герой Советского Союза (1944). Капитан.

## Биография
Павел Сергеевич Пономарёв родился 22 января 1924 года в селе Беловодское (ныне административный центр Московского района Чуйской области Киргизской Республики) в крестьянской семье. Русский. Образование неполное среднее. После школы Павел Сергеевич уехал во Фрунзе. В 1941 году окончил школу фабрично-заводского обучения. До призыва на военную службу работал обвальщиком на Фрунзенском мясокомбинате. Одновременно занимался на курсах связистов при Осоавиахиме.
В ряды Рабоче-Крестьянской Красной Армии П. С. Пономарёв был призван Фрунзенским городским военкоматом 8 января 1943 года. Окончил артиллерийские курсы при Алма-Атинском военно-пехотном училище. В боях с немецко-фашистскими захватчиками красноармеец П. С. Пономарёв с сентября 1943 года в должности наводчика 45-миллиметрового орудия 307-го гвардейского стрелкового полка 110-й гвардейской стрелковой дивизии 37-й армии Степного фронта. Участвовал в Полтавско-Кременчугской операции, в ночь с 30 сентября на 1 октября 1943 года форсировал Днепр у села Куцеволовка Онуфриевского района Кировоградской области Украинской ССР. Особо отличился в боях на плацдарме на правом берегу Днепра.
В ходе Битвы за Днепр расчёт орудия, наводчиком которого служил гвардии красноармеец П. С. Пономарёв, эффективным и точным огнём поддерживал действия стрелковых подразделений при отражении контратак противника и в боях за расширение захваченного плацдарма. 3 октября 1943 года в бою за высоту 158,4 продвижение 307-го гвардейского стрелкового полка было остановлено огнём вражеского крупнокалиберного пулемёта. Рискуя жизнью, гвардии красноармеец П. С. Пономарёв выдвинул своё орудие на открытую позицию и первым же выстрелом уничтожил огневую точку, обеспечив продвижение пехоты. В тот же день при отражении контратаки противника Павел Сергеевич уничтожил танк и автомашину. 7 октября 1943 года немцы на высоте 177,0 перешли в контратаку крупными силами пехоты при поддержке 10 танков. Шрапнелью артиллеристам удалось отсечь вражескую пехоту. Подпустив танки на 150—200 метров, гвардии красноармеец Пономарёв метким огнём зажёг сначала головной танк, а затем подбил ещё два танка, заставив остальные отступить. Вражеская контратака была сорвана, что способствовало удержанию занимаемых позиций стрелковыми подразделениями.
22 февраля 1944 года указом Президиума Верховного Совета СССР за образцовое выполнение боевых заданий командования при форсировании реки Днепр, развитие боевых успехов на правом берегу и проявленные при этом отвагу и геройство гвардии красноармейцу Пономарёву Павлу Сергеевичу было присвоено звание Героя Советского Союза. О награждении Павел Сергеевич узнал в госпитале. 26 октября 1943 года в ходе Пятихатской операции в бою на кировоградском направлении в междуречье Ингула и Ингульца гвардии красноармеец 307-го гвардейского полка 110-й гвардейской стрелковой дивизии 5-й гвардейской армии 2-го Украинского фронта П. С. Пономарёв был тяжело ранен в обе ноги. На фронт он уже не вернулся. После выздоровления его сначала направили в Кировоград в 147-й запасной стрелковый полк, а затем в Ташкентское Краснознамённое пехотное училище имени В. И. Ленина, которое он закончил в 1946 году. В вооружённых силах СССР П. С. Пономарёв служил до декабря 1976 года. В запас Павел Сергеевич вышел в звании капитана. Жил в городе Ташкенте. Работал в системе торговли, активно занимался военно-патриотическим воспитанием молодёжи. Умер Павел Сергеевич в 1990 году. Похоронен на воинском кладбище «Братские могилы» в городе Ташкенте Республики Узбекистан.

## Награды
- Медаль «Золотая Звезда» (22.02.1944);
- орден Ленина (22.02.1944);
- орден Отечественной войны 1-й степени (1985);
- орден Отечественной войны 2-й степени (06.11.1943);
- медали.

## Документы
- Общедоступный электронный банк документов «Подвиг Народа в Великой Отечественной войне 1941—1945 гг.» Дата обращения: 15 октября 2012. Архивировано из оригинала 13 марта 2012 года.

Представление к званию Героя Советского Союза. Дата обращения: 15 октября 2012. Архивировано 14 декабря 2012 года.
Указ Президиума Верховного Совета СССР о присвоении звания Героя Советского Союза. Дата обращения: 15 октября 2012. Архивировано 14 декабря 2012 года.
Орден Отечественной войны 2-й степени (наградной лист и приказ о награждении). Дата обращения: 15 октября 2012. Архивировано 14 декабря 2012 года.